# Ksenocyd
Ksenocyd (tyt. oryg. Xenocide) – trzeci w kolejności wydawania tom serii zwanej Sagą Endera, autorstwa Orsona Scotta Carda. Akcja dzieje się niedługo po zakończeniu Mówcy Umarłych i kontynuuje nierozstrzygnięte wątki sagi. Książkę wydało wydawnictwo Tor Books w 1991 r., polskie wydanie ukazało się nakładem oficyny Prószyński i S-ka w 1995 r. w tłumaczeniu Piotra W. Cholewy. Powieść była nominowana do nagrody Hugo dla najlepszej powieści w 1992.

## Fabuła
Ksenocyd oznacza całkowitą zagładę rasy ludzkiej, bądź obcej. Tytuł zdradza więc, że w tej części rozstrzygną się (przynajmniej na razie) losy dwóch ras myślących – robali i pequeninos (prosiaczków). Główny bohater jest już starszym mężczyzną, który jednak ma w sobie wciąż tyle siły, aby walczyć o przetrwanie dwóch myślących ras, dzięki czemu zmyłby z siebie hańbę ksenobójcy.
Głównym problemem jest konieczność unieszkodliwienia descolady, wirusa, który ukształtował życie na Lusitanii, tak, by nie zabić przy tym istot tu żyjących. Ponadto w kierunku planety zostaje wysłana flota wojenna, której celem jest zniszczenie planety za pomocą Systemu Destrukcji Molekularnej. Czas działa na niekorzyść lusitańczyków, jednak dzięki Enderowi i jego ansiblowej przyjaciółce Jane, pojawia się szansa na wybrnięcie z opresji. Kolejne odkrycia naukowców (zapoczątkowane już w Mówcy Umarłych) – zarówno tych pracujących na Lusitanii, jak i myślicieli z chińskojęzycznego świata Drogi, między którymi pośredniczy Jane – doprowadzają w końcu do stworzenia zmienionego wirusa – recolady, która nie zmieniając świata Lusitanii, nie zabija innych istot.
Ubocznym, choć nie mniej ważnym, odkryciem, jest umiejętność natychmiastowego podróżowania do dowolnego miejsca Wszechświata, co jest możliwe tylko dzięki niezwykłym możliwościom Jane. Niestety, podczas pierwszej podróży zachodzą wydarzenia, które zmieniają sytuację w świecie Endera. Jaźń Endera wytwarza dwoje istot z jego własnej przeszłości – jego rodzeństwo, Petera i Val, w wieku i stanie umysłu jakimi ich Ender zapamiętał. Postacie te wprowadzają dużo zamieszania w niedużym światku Lusitanii.
Równolegle poprowadzony wątek, opowiada o świecie Drogi, który zamieszkują Chińczycy. Jednak populacja planety jest specyficzna. Część ludzi, bogosłyszący, wyróżniają się intelektualnie, nie tylko na tle innych mieszkańców kolonii, ale także wszystkich ludzi. Niestety, istnieje także efekt uboczny, rodzaj nerwicy natręctw, który każe im oddawać się upokarzającym rytuałom. Jednak bogosłyszący cenią to sobie i wierzą, że jest to wola bogów. Jedna z nich, Han Qing-jao, wraz z ojcem Han Fei-Tzu, zostaje zatrudniona przez Kongres Międzygwiezdny do analizy sytuacji wokół Lusitanii. O sile ich umysłów świadczy fakt, iż wkrótce Qing-jao odkrywa, że pod tożsamością Demostenesa ukrywa się Valentine, a za wydarzeniami wokół Lusitanii stoi istota mieszkająca w świecie sieci ansibli. Jako posłuszna poddana Kongresu informuje ich o tym, tym samym skazując Jane na zagładę. Jednak jej ojciec i niedoceniana służąca, Si Wang-Mu, współpracują z badaczami z Lusitanii, i przyczyniają się do ich odkryć. Niejako przy okazji okazuje się, że za specyfiką świata Drogi stoi właśnie Kongres, który manipulując genami, uczynił mieszkańców Drogi swymi żywymi komputerami dręczonymi przez nerwicę natręctw. Biologom z Lusitanii udaje się opracować wirus usuwający z ich organizmów gen odpowiedzialny za ich natręctwa przywracają naturalny stan rzeczy, jedynie Qing-jao pozostaje nieprzejednana do końca życia.